# Antoine Tisné
Antoine Tisné, compositeur français, est né à Lourdes le 29 novembre 1932 et mort à Paris le 19 juillet 1998. Il est inhumé au cimetière parisien de Pantin dans la 131e division.

## Biographie
Antoine Tisné a commencé ses études musicales au Conservatoire de Tarbes. Il est entré au Conservatoire de Paris en 1952 en classe d'écriture musicale.
Il fut ensuite élève de Georges Hugon en harmonie et de Noël Gallon et de Jean Rivier en Fugue et Contrepoint, puis eut comme maîtres Darius Milhaud et André Jolivet. Il a gagné un Second Grand Prix de Rome en 1962.
Il parfait sa formation lors d'un séjour à Madrid, étant pensionnaire de la Casa de Velázquez de 1965 à 1966.
Inspecteur principal de la musique au ministère des Affaires culturelles entre 1967 et 1992, puis inspecteur de la musique chargé des conservatoires municipaux de la Ville de Paris, Antoine Tisné a composé plus de trois cents œuvres allant des pièces pour instrument solo à l'orchestre symphonique. Ses œuvres sont enregistrées en France (MFA, REM, Calliope), aux États-Unis, au Danemark et ailleurs. Il était Officier de l'Ordre national du Mérite, Officier des Arts et des Lettres et a été décoré des Palmes académiques.
Il a obtenu, entre autres récompenses, le Prix de la Fondation Copley, le Prix Halphen, le Prix Lili Boulanger, le Prix de la Fondation Koussevitsky, le Prix Casa de Velázquez, le Grand Prix musical de la Ville de Paris, le Prix des compositeurs de la SACEM.
On entre dans l'univers de Tisné comme on entre dans celui d'un peintre ou plus encore peut-être dans celui d'un architecte par sa dimension spatiale et par son énergie quasi-tellurique. Antoine Tisné est un musicien des espaces. Ces espaces ou ces champs ignorent la vacuité ; ils sont chargés spirituellement, affectivement, historiquement, qu'ils soient réels ou purement oniriques, si tant est que l'on puisse définir dans ce foisonnement la solution de continuité entre le réel et l'irréel. Mais son monde est aussi le nôtre.

## Œuvres
Les partitions des œuvres d'Antoine Tisné sont éditées par les éditions Billaudot.
- Sonate pour piano (1968)
- Épigraphe pour une stèle pour piano (1968)
- Concerto pour flûte et orchestre à cordes (1969)
- Hommage à Calder (1970)
- Stabile Mobile (1970)
- Luminescences pour orgue (1970)
- Sonate pour violon et piano (1973)
- Alliages (1974)
- Osiriaques (1975)
- Music for Stonehenge, pour saxophone alto et piano (1977)
- Héraldiques, pour trompette et piano (1980)
- Espaces irradiés, pour saxophone alto et piano (1983)
- Héraldiques, pour trompette et piano (1984)
- Soliloques (1984)
- Bucéphale, pour 2 pianos et récitant (1984)
- Musique en trio pour piano violon violoncelle (1984)
- Après... pour clarinette (1984)
- Ombra Veneziana, pour 2 guitares (1985)
- Soleils Noirs pour piano (1986)
- Espaces irradiés (1987)
- Antienne pour l’au-delà : Baryton, violon solo et orchestre à cordes (1986)
- Vision des temps immémoriaux (1987)
- Trio pour Ondes Martenot Piano Percussion
- Ragas - Hommage à René Daumal (1987)
- Trio pour Ondes Martenot Piano Percussion avec récitante (1987)
- Épisodes New-Yorkais Pour Flûte Clarinette Violon Violoncelle Piano (1988)
- Monodie IV pour un espace sacré pour flûte seule (1989)
- Partita pour flûte seule (1990)
- Les Voiles de la nuit, créé par l'Orchestre symphonique français dirigé par Laurent Petitgirard (1992)

## Décorations
- Officier de l'ordre national du Mérite[4]
- Commandeur de l'ordre des Arts et des Lettres Il est fait commandeur le 24 novembre 1994[5].